# Kvindeligaen 2025-26
Bambuni Kvindeligaen 2025-26 er den 90. sæson af Kvindehåndboldligaen. Odense Håndbold er forsvarende mestre.
Ligaen har deltagelse af 14 hold, HØJ Elite er oprykkere til ligaen fra den forgangne sæson, hvilket er klubbens første gang i Kvindehåndboldligaen.

## Klubber
| Hold                          | Sted             | Hal                      | Kapacitet | København Nykøbing SønderjyskE Odense Esbjerg Horsens HØJ Silkeborg‑Voel Skanderborg Ringkøbing Ikast Bjerringbro Viborg EH Aalborg |
| SønderjyskE Håndbold          | Aabenraa         | Arena Aabenraa           | 1.480     | København Nykøbing SønderjyskE Odense Esbjerg Horsens HØJ Silkeborg‑Voel Skanderborg Ringkøbing Ikast Bjerringbro Viborg EH Aalborg |
| Nykøbing Falster Håndboldklub | Nykøbing Falster | Spar Nord Arena          | 3.000     | København Nykøbing SønderjyskE Odense Esbjerg Horsens HØJ Silkeborg‑Voel Skanderborg Ringkøbing Ikast Bjerringbro Viborg EH Aalborg |
| EH Aalborg                    | Nørresundby      | Skansen                  | 800       | København Nykøbing SønderjyskE Odense Esbjerg Horsens HØJ Silkeborg‑Voel Skanderborg Ringkøbing Ikast Bjerringbro Viborg EH Aalborg |
| Ikast Håndbold                | Ikast            | IBF Arena                | 2.850     | København Nykøbing SønderjyskE Odense Esbjerg Horsens HØJ Silkeborg‑Voel Skanderborg Ringkøbing Ikast Bjerringbro Viborg EH Aalborg |
| HH Elite                      | Horsens          | Forum Horsens            | 4.000     | København Nykøbing SønderjyskE Odense Esbjerg Horsens HØJ Silkeborg‑Voel Skanderborg Ringkøbing Ikast Bjerringbro Viborg EH Aalborg |
| HØJ Elite                     | Ølstykke         | Ølstykke-Hallen          | 500       | København Nykøbing SønderjyskE Odense Esbjerg Horsens HØJ Silkeborg‑Voel Skanderborg Ringkøbing Ikast Bjerringbro Viborg EH Aalborg |
| København Håndbold            | København        | Frederiksberg-Hallerne   | 1.468     | København Nykøbing SønderjyskE Odense Esbjerg Horsens HØJ Silkeborg‑Voel Skanderborg Ringkøbing Ikast Bjerringbro Viborg EH Aalborg |
| Ringkøbing Håndbold           | Ringkøbing       | Green Sports Arena       | 1.000     | København Nykøbing SønderjyskE Odense Esbjerg Horsens HØJ Silkeborg‑Voel Skanderborg Ringkøbing Ikast Bjerringbro Viborg EH Aalborg |
| Bjerringbro FH                | Bjerringbro      | Bjerringbro Idrætscenter | 1.200     | København Nykøbing SønderjyskE Odense Esbjerg Horsens HØJ Silkeborg‑Voel Skanderborg Ringkøbing Ikast Bjerringbro Viborg EH Aalborg |
| Silkeborg-Voel KFUM           | Silkeborg        | Jysk Arena               | 3.000     | København Nykøbing SønderjyskE Odense Esbjerg Horsens HØJ Silkeborg‑Voel Skanderborg Ringkøbing Ikast Bjerringbro Viborg EH Aalborg |
| Team Esbjerg                  | Esbjerg          | Blue Water Dokken        | 2.549     | København Nykøbing SønderjyskE Odense Esbjerg Horsens HØJ Silkeborg‑Voel Skanderborg Ringkøbing Ikast Bjerringbro Viborg EH Aalborg |
| Viborg HK                     | Viborg           | BioCirc Arena            | 3.000     | København Nykøbing SønderjyskE Odense Esbjerg Horsens HØJ Silkeborg‑Voel Skanderborg Ringkøbing Ikast Bjerringbro Viborg EH Aalborg |
| Odense Håndbold               | Odense           | Sydbank Arena Odense     | 2.256     | København Nykøbing SønderjyskE Odense Esbjerg Horsens HØJ Silkeborg‑Voel Skanderborg Ringkøbing Ikast Bjerringbro Viborg EH Aalborg |
| Skanderborg Håndbold          | Skanderborg      | Fælledhallen             | 1.700     | København Nykøbing SønderjyskE Odense Esbjerg Horsens HØJ Silkeborg‑Voel Skanderborg Ringkøbing Ikast Bjerringbro Viborg EH Aalborg |

Personale og trøjer
| Hold                          | Direktør              | Cheftræner              | Spilledragtproducent | Hovedsponsor                                                      |
| ----------------------------- | --------------------- | ----------------------- | -------------------- | ----------------------------------------------------------------- |
| Silkeborg-Voel KFUM           | Jakob Andreasen       | Peter Schilling Laursen | adidas               | JYSK                                                              |
| Ikast Håndbold                | Daniel Grønhøj        | Søren Reinholt Hansen   | Select               | Danspin, IBF, Klimahuse, DK Company, Spar Nord, Søren Knudsen A/S |
| HH Elite                      | Jørgen Møller         | Jakob Larsen            | hummel               | Badelement, Roesgaard, fit&sund, Team Badelement                  |
| HØJ Elite                     | Lars Vinther          | Kristian Kristensen     | Craft Sportswear     |                                                                   |
| København Håndbold            | Louise Svalastog      | Bo Spellerberg          | Hummel               | Strategic Investments, GF Forsikring                              |
| Nykøbing Falster Håndboldklub | Kenneth Sahlholdt     | Niels Agesen            | Puma                 | Scandlines, MSE                                                   |
| Ringkøbing Håndbold           | Michelle Brandstrup   | Jesper Holmris          | hummel               | Vestjysk Bank                                                     |
| EH Aalborg                    | Simon Aagaard         | Morten Frandsen Holmen  | Adidas               | Sparekassen Danmark                                               |
| Bjerringbro FH                | Dennis Jensen         | Martin Albertsen        | adidas               | Grundfos, Viborg Kommune                                          |
| Skanderborg Håndbold          | Jens Christensen      | Kim Johansen            | Puma                 | AVK Danmark, Skanderborg Kommune                                  |
| Odense Håndbold               | Lasse Honoré          | Jakob Vestergaard       | Craft Sportswear     | Sydbank, 5E, Red Bull                                             |
| SønderjyskE Håndbold          | Henrik Jepsen         | Peter Nielsen           | Joma                 | Danfoss, Abena, Davidsen, Meldgaard, Aabenraa Kommune,Sydbank     |
| Viborg HK                     | Jens Steffensen       | Ole Bitsch              | Puma SE              | BioCirc, Tefcold A/S, Bach Gruppen A/S, Sparekassen Danmark       |
| Team Esbjerg                  | Hans Christian Warrer | Tomas Axnér             | hummel               | Blue Water Shipping, Pedersen Gruppen, Skechers,Bluebyte          |

### Udenlandske spillere
Oversigten er opdateret til og med 30. juli 2025.
| Klub                          | Spiller 1               | Spiller 2              | Spiller 3            | Spiller 4              | Spiller 5      | Spiller 6           | Spiller 7          | Spiller 8               | Spiller 9            | Spiller 10        | Spiller 11   | Spiller 12          | Spiller 13       |
| ----------------------------- | ----------------------- | ---------------------- | -------------------- | ---------------------- | -------------- | ------------------- | ------------------ | ----------------------- | -------------------- | ----------------- | ------------ | ------------------- | ---------------- |
| Team Esbjerg                  | Sanna Solberg-Isaksen   | Marit Røsberg Jacobsen | Live Rushfeldt Deila | Henny Reistad          | Nora Mørk      | Olivia Löfqvist     | Elin Hansson       | Nina Koppang            | Mia Emmenegger       | Tabea Schmid      | Sarah Dekker | Judith van der Helm | Katharina Filter |
| Odense Håndbold               | Thale Rushfeldt Deila   | Ingvild Bakkerud       | Maren Aardahl        | Helene Fauske          | Tina Abdulla   | Ragnhild Valle Dahl | Yara ten Holte     | Nikita van der Vliet    | Lysa Tchaptchet Defo | Markéta Jeřábková |              |                     |                  |
| Ikast Håndbold                | Stine Skogrand          | Emilie Hegh Arntzen    | Ane Høgseth          | Jamina Roberts         | Filippa Idéhn  | Emma Lindqvist      | Olivia Mellegård   | Thea Kyllberg           |                      |                   |              |                     |                  |
| Nykøbing Falster Håndboldklub | Caroline Aar Jakobsen   | Moa Högdahl            | Mona Obaidli         | Tiril Jørstad Palm     | Mia Svele      | Maja Magnussen      | Clara Lerby        | Zoë Sprengers           |                      |                   |              |                     |                  |
| HH Elite                      | Maria Pálsdóttir Nólsoy | Frida Haug Hoel        | Nora Persson         | Alma Skretting         | Emma Wahlström | Fanny Elovson       | Mathilda Lundström | Romee Maarschalkerweerd |                      |                   |              |                     |                  |
| HØJ Elite                     | Marita Mortensen        | Emily Stang Sando      | Martina Thörn        | Clara Monti Danielsson | Ida Gullberg   |                     |                    |                         |                      |                   |              |                     |                  |
| Viborg HK                     | Jana Mittún             | Marielle Martinsen     | Elma Örtemark        | Era Baumann            |                |                     |                    |                         |                      |                   |              |                     |                  |
| København Håndbold            | Bianca Schanssema       | Aimée von Pereira      | Anastasija Marsenić  |                        |                |                     |                    |                         |                      |                   |              |                     |                  |
| SønderjyskE                   | Karine Dahlum           | June Bøttger           | Filippa Nyman        |                        |                |                     |                    |                         |                      |                   |              |                     |                  |
| Ringkøbing Håndbold           | Rakul Wardum            | Verona Rexhepi         |                      |                        |                |                     |                    |                         |                      |                   |              |                     |                  |
| EH Aalborg                    | Annika Friedheim        |                        |                      |                        |                |                     |                    |                         |                      |                   |              |                     |                  |
| Silkeborg-Voel KFUM           | Heidi Warren            |                        |                      |                        |                |                     |                    |                         |                      |                   |              |                     |                  |
| Skanderborg Håndbold          | Súna Hansen             |                        |                      |                        |                |                     |                    |                         |                      |                   |              |                     |                  |
| Bjerringbro FH                |                         |                        |                      |                        |                |                     |                    |                         |                      |                   |              |                     |                  |

| Land           | Spillere      |
| -------------- | ------------- |
| Norge          | 25            |
| Sverige        | 19            |
| Holland        | 7             |
| Færøerne       | 5             |
| Tyskland       | 2             |
| Schweiz        | 2             |
| Island         | 1             |
| Storbritannien | 1             |
| Tjekkiet       | 1             |
| Montenegro     | 1             |
| Kosovo         | 1             |
| Spanien        | 1             |
| Spillere i alt | 66 udlændinge |

| Klub                          | Spillere |
| ----------------------------- | -------- |
| Team Esbjerg                  | 13       |
| Odense Håndbold               | 10       |
| Nykøbing Falster Håndboldklub | 8        |
| Ikast Håndbold                | 8        |
| HH Elite                      | 8        |
| HØJ Elite                     | 5        |
| Viborg HK                     | 4        |
| København Håndbold            | 3        |
| SønderjyskE Håndbold          | 3        |
| Ringkøbing Håndbold           | 2        |
| Skanderborg Håndbold          | 1        |
| Silkeborg-Voel KFUM           | 1        |
| EH Aalborg                    | 1        |
| Bjerringbro FH                | 0        |

## Grundspil

### Stilling
| Pos | Hold                 | K | V | U | T | M+ | M- | MF | P | Kvalifikation eller nedrykning |
| --- | -------------------- | - | - | - | - | -- | -- | -- | - | ------------------------------ |
| 1   | EH Aalborg           | 0 | 0 | 0 | 0 | 0  | 0  | 0  | 0 | Slutspil og Champions League   |
| 2   | Skanderborg Håndbold | 0 | 0 | 0 | 0 | 0  | 0  | 0  | 0 | Slutspil                       |
| 3   | København Håndbold   | 0 | 0 | 0 | 0 | 0  | 0  | 0  | 0 | Slutspil                       |
| 4   | Ringkøbing Håndbold  | 0 | 0 | 0 | 0 | 0  | 0  | 0  | 0 | Slutspil                       |
| 5   | Team Esbjerg         | 0 | 0 | 0 | 0 | 0  | 0  | 0  | 0 | Slutspil                       |
| 6   | SønderjyskE          | 0 | 0 | 0 | 0 | 0  | 0  | 0  | 0 | Slutspil                       |
| 7   | Bjerringbro FH       | 0 | 0 | 0 | 0 | 0  | 0  | 0  | 0 | Slutspil                       |
| 8   | Odense Håndbold      | 0 | 0 | 0 | 0 | 0  | 0  | 0  | 0 | Slutspil                       |
| 9   | HH Elite             | 0 | 0 | 0 | 0 | 0  | 0  | 0  | 0 | Nedrykningsgruppe              |
| 10  | Nykøbing Falster     | 0 | 0 | 0 | 0 | 0  | 0  | 0  | 0 | Nedrykningsgruppe              |
| 11  | Silkeborg-Voel KFUM  | 0 | 0 | 0 | 0 | 0  | 0  | 0  | 0 | Nedrykningsgruppe              |
| 12  | Viborg HK            | 0 | 0 | 0 | 0 | 0  | 0  | 0  | 0 | Nedrykningsgruppe              |
| 13  | HØJ Elite            | 0 | 0 | 0 | 0 | 0  | 0  | 0  | 0 | Nedrykningsgruppe              |
| 14  | Ikast Håndbold       | 0 | 0 | 0 | 0 | 0  | 0  | 0  | 0 | Nedrykker                      |